# Gerard Storm

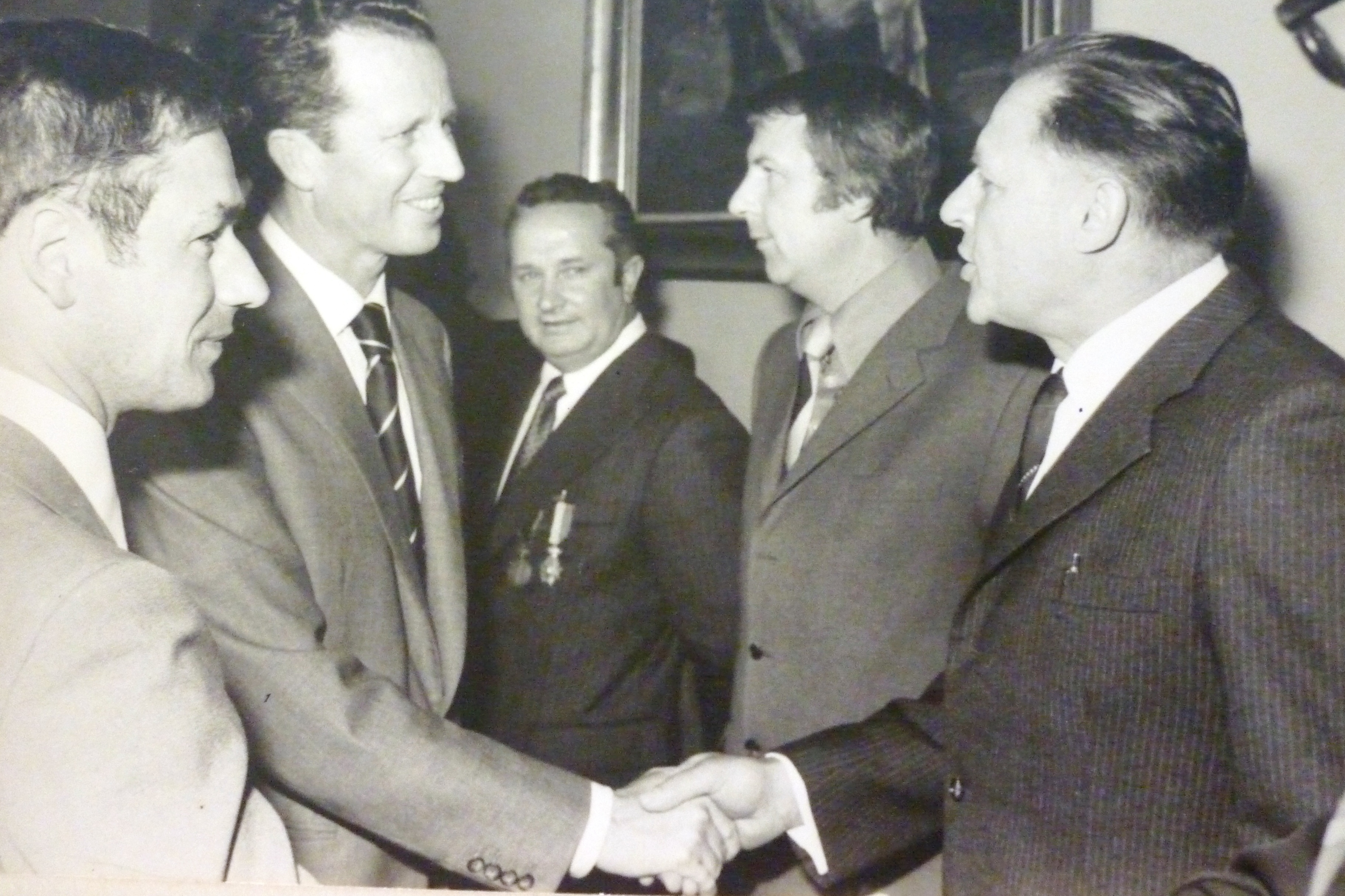
Gerard Storm schudt de hand van Koning Boudewijn in 1974 tijdens het Koninklijk bezoek te Maldegem.

Gerard Storm (Swansea, 18 april 1918 – Maldegem, 4 december 2002) was een Maldegems politicus van socialistische strekking die voor BSP, later SP, en ook nog meerdere legislaturen onder een eigen naampartij (Lijst STORM) is opgekomen. Bij de verkiezingen in 1976, vlak voor de fusie der gemeenten, is er ook nog de kartellijst GVP geweest waarvan hij deel uitmaakte. Hij was politiek actief van 1958 tot 1994 en zat zes legislaturen onafgebroken in de Maldegemse gemeenteraad waarvan één legislatuur in de meerderheid als 1e Schepen (1964-1970) onder Burgemeester Georges De Muyt (CVP).

## Biografie
Storm werd op 18 april 1918 geboren in Swansea, Wales. Door de oorlogsdreiging waren zijn ouders gevlucht uit Gent en bleven ze gedurende de Eerste Wereldoorlog in Wales. Na de oorlog belandde Storm samen met zijn ouders en broer in de Muide alwaar hij uiteindelijk zou wonen tot aan zijn huwelijk in 1941.
In 1938 begon Storm zijn legerdienst. Hij werd ingedeeld bij de Transmissietroepen, eind 1939 werd hij met onbepaald verlof gestuurd. Een paar maand later werd dat verlof opnieuw ingeroepen, het land bevond zich in algehele mobilisatie en de laatste klassen (1936 – 1937 – 1938) werden als eerste terug onder de wapens geroepen door de nieuwe oorlogsdreiging. Zijn moeder zou op het einde van de Tweede Wereldoorlog omkomen tijdens een bombardement van de geallieerden in de haven van Gent (zomer 1944), de ouderlijke woonst van Storm werd hierbij vernield. Hij huwde in 1941 met Alina Van Der Steen, zij kregen samen zeven kinderen.

## Tweede Wereldoorlog
Aan de hand van zijn persoonlijke oorlogsdagboek is er een verloop opgetekend van zijn bataljon tijdens de Achttiendaagse Veldtocht.
Na de capitulatie werden alle Belgische militairen krijgsgevangen genomen. Hij kwam terecht in het Stalag XB te Sandbostel (Kamp Sandbostel). Gerard Storm was 5 maanden krijgsgevangene in het kamp te Sandbostel. Later in de oorlog werd hij opnieuw als arbeider naar Duitsland gestuurd, ditmaal in de vliegtuigfabriek van Junkers Motoren Werke in Halberstadt waar hij tot het einde van de oorlog zou blijven. Deze stad werd op het einde van de Tweede Wereldoorlog zwaar gebombardeerd waardoor bijna 80% van de stad in as werd gelegd. Ook Junkers was een doelwit en werd meermaals zwaar getroffen, hijzelf bleef ongedeerd tijdens de bombardementen.
Na de bevrijding verhuisde hij naar Maldegem, van waar z'n echtgenote afkomstig was. Gerard Storm was dus geen Maldegemnaar van oorsprong maar woonde wel van 1945 tot aan z'n overlijden in 2002 in de gemeente.

## Politieke carrière
In 1947 begon Storm te werken bij het socialistische syndicaat ABVV te Eeklo als verantwoordelijke van de werklozendienst. Kort na de oorlog werd hij lid van de Belgische Socialistische Partij (BSP), opvolger van de Belgische Werkliedenpartij (BWP).
In 1946 gaf Storm zich voor de eerste keer aan op de lijst van de BSP, zonder verkozen te geraken, hij kreeg toen 32 stemmen. 
De daaropvolgende verkiezingen van 1952, opnieuw met BSP, brachten hem 172 stemmen op. In Oktober 1958 kwam hij met een eigen naamlijst naar de kiezer, samen met zijn medestander van het eerste uur en overtuigd socialist Denis Posman. 
Bij de verkiezingen van 1958 behaalde hij 1270 voorkeursstemmen, dit was méér dan de toenmalige burgemeester Antoine Rotsart de Hertaing (hij kreeg 1097 stemmen), en behaalde de STORMlijst drie zetels. Een poging om een meerderheid te vormen liep op de klippen en de STORMlijst belandde voor zes jaar in de oppositie met de raadsleden Gerard Storm, Maurits Borgonjon en Cyriel Dhoore. De kiezers van de groep STORM werden door zowel de meerderheid als mede-oppositie van '58 – '64 de Stormisten genoemd.

### Zondag 11 oktober 1964
De volgende verkiezingen brachten een hoge score voor de STORMlijst, en in het bijzonder voor Gerard Storm. Opnieuw haalde Gerard het hoogst aantal voorkeurstemmen (1488) tijdens de gemeenteraadsverkiezingen. Andere kandidaten behaalden gemiddeld 600 à 700 stemmen, Gerard Storm was daarmee de winnaar van oktober '64.
Op 13 oktober 1964 kwam het al tot een akkoord tussen de CVP en STORM qua samenstelling van een meerderheid en een voorstel tot benoeming van burgemeester en schepenen. Deze coalitievorming was meteen ook het begin van een periode die later de geschiedenis zou ingaan als de beruchte Vlegeljaren van Maldegem. Een periode waarover in 1973 ook een boek verscheen onder dezelfde titel, uitgegeven door de Gazet van Antwerpen.
Gerard Storm zou zich ook nog twee maal verkiesbaar stellen voor de provincieraad (1965 & 1968), zonder verkozen te worden.

### Vanaf 1970
Zes jaar later werd de STORMlijst uit de meerderheid geweerd, desondanks een goed resultaat bij de verkiezingen in 1970. Opnieuw kwam de partij van Gerard Storm op de oppositiebanken terecht. Dit zou zich nog 3 keer herhalen (gemeenteraadsverkiezingen Maldegem 1976 - 1982 - 1988) waardoor Gerard na één legislatuur in de meerderheid de rest van zijn politieke carrière als oppositielid doorbracht.
Ook een kartel met onder anderen Adriaan Van Landschoot, wat de partij GVP deed ontstaan, bracht niet het verwachte succes, hoewel ze twee verkiezingen na elkaar mooie resultaten behaalden. In 1976 behaalde de GVP 11 zetels met 38,28% van de stemmen en in 1982 nog 7 zetels met 23,64% van de stemmen achter zich. In 1988 kwam Storm nogmaals met de opnieuw opgerichte socialistische partij (PSV) naar de kiezer wat met 6,49% van de stemmen nog één zetel kon bemachtigen. Dit zou zijn laatste legislatuur worden als gemeenteraadslid want bij de laatste opkomst, met opnieuw zijn eigen naamlijst (STORM) kwam hij in 1994, als lijstduwer, met 4,35% tekort voor één verkozene, Storm nam afscheid van de Maldegemse Politiek na 36 jaar, waarvan 30 jaar in de oppositie.

## Eretekens en onderscheidingen
Gerard Storm kreeg buiten een aantal Belgische militaire eretekens ook verschillende burgerlijke onderscheidingen. Hij werd onder andere onderscheiden als Ridder in de Orde van Leopold II bij KB van 29 april 1986.  
Militair:
- Krijgsgevangene 1940-45
- Herinneringsmedaille aan de Oorlog 1939-1945 (met gekruiste sabels)
- Medaille van de militaire strijder 1940-45
- Militair ereteken 1e Klasse (met Chevron)

Burgerlijk:
- Ereteken van de arbeid 30 jaar dienst
- Burgerlijk medaille 2e Klasse
- Burgerlijk kruis 1e Klasse
- Ridderkruis Orde van Leopold II

## Trivia
- Nikola Storm, Belgisch topvoetballer, is een achterkleinzoon van Gerard Storm.
- De "Columbusbrug", Molentjesbrug in de volksmond, te Maldegem (brug over de Eede langs de Gidsenlaan) werd mede door Storm ontworpen en getekend als alternatief voor een te dure offerte. Zijn naam staat ook vermeld op het plaket dat nu nog steeds op de brug hangt.
- Hij was de eerste die de plannen voor een gemeentelijk zwembad op de agenda plaatste tijdens een gemeenteraad begin de jaren 1960.
- In zijn legislatuur als 1e Schepen (1964 - 1970) werd de Eede overwelfd in het centrum van Maldegem. Iets wat in de periode 2009- 2012 ongedaan werd gemaakt door het toenmalige bestuur onder burgemeester Johan De Roo (CD&V).
- Storm  had als bijnaam "Advocaat der armen".
- Er is ten tijde van de eerste opkomst van GVP in de gemeenteraadsverkiezingen te Maldegem nog een 45 toeren single verschenen met als titel "Stem veur ons", uitgegeven door Adriaan Van Landschoot.
- Er is een chronlogisch verloop van de oorlogsjaren van Gerard opgemaakt op de site van meetjesland 1940[3]